# バラクラヴァの戦い

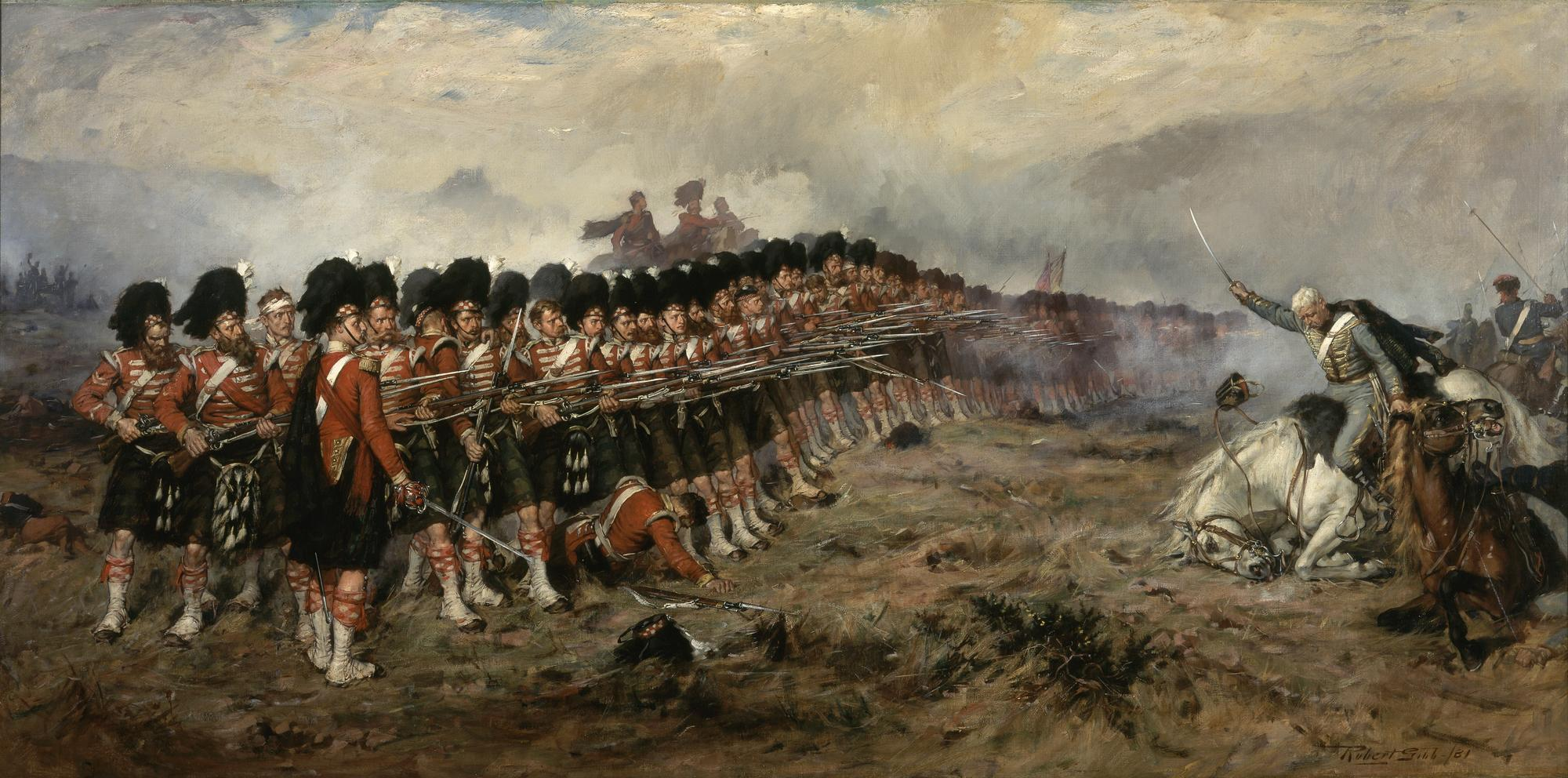
第93歩兵連隊のシン・レッド・ライン。

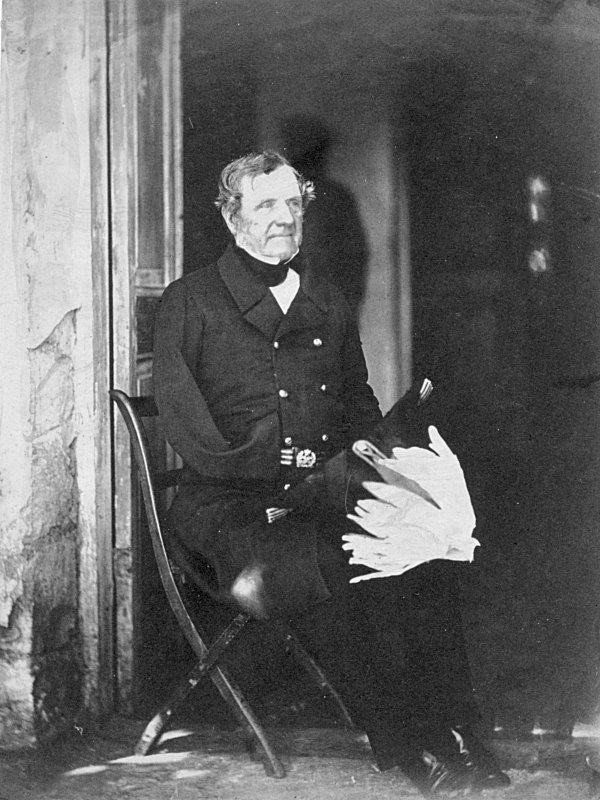
初代ラグラン男爵フィッツロイ・サマセット。ワーテルローの戦いで右腕を失った

バラクラヴァの戦い(バラクラヴァのたたかい、露: Балакла́вское сражение, 英: Battle of Balaclava)は、クリミア戦争中の戦いの一つである。
ロシア軍のセヴァストポリ救援部隊が、イギリス・フランス・トルコ連合軍がセヴァストポリ攻略のための足場としていたセヴァストポリ近郊のバラクラヴァへ攻撃したことで始まったが、連合軍がロシアの攻撃を防ぎきって戦いが終わった。

## 戦闘
この戦いでは三つの後世に名を残す有名な戦闘行動が行なわれた。これらはいずれもイギリス軍の勇猛さを示すものとして、創作の題材となっている。

### シン・レッド・ライン
ロシア軍の攻撃によりトルコ軍が潰走し、バラクラヴァ港へ向かう道に残されたのはクライド男爵コリン・キャンベル麾下の第93歩兵連隊（93rd (Sutherland Highlanders) Regiment of Foot）550人と少数のトルコ歩兵およびイギリス海兵隊のみであった。しかし、第93連隊は2列横隊でロシア軍の騎兵による突撃を防いだ。当時の歩兵の制服の色から、これはシン・レッド・ライン（The Thin Red Line）として知られる。

### 重騎兵旅団の突撃
このロシア軍騎兵3,500人は目標を変更し、スカーレット准将（James Yorke Scarlett）率いるイギリス重騎兵旅団600人に向かった。しかし、6倍も優勢なロシア軍騎兵に対してイギリス重騎兵旅団は逆に突撃し、ロシア軍騎兵を崩壊させた。これは重騎兵旅団の突撃（Charge of the Heavy Brigade）と呼ばれている。

### 軽騎兵旅団の突撃
ロシア砲兵が連合軍補給路を攻撃出来る場所へ展開することを防ぐために、ラグラン男爵フィッツロイ・サマセット（en）は軽騎兵旅団に対してロシア砲兵の移動を阻止するよう命令を出した。しかし、連絡将校ルイス・ノーラン（en）大尉が命令を誤って伝えたため、第7代カーディガン伯爵ジェイムズ・ブルデネル（en）率いる軽騎兵旅団673名がロシア軍砲兵陣地に正面から突撃し、死傷者278名という大損害を被った。この突撃は軽騎兵旅団の突撃(Charge of the Light Brigade)と呼ばれ、無謀ではあるが勇敢であると評価されており、数多くの絵画や文学、音楽等の創作の題材となっている。アルフレッド・テニスンも物語詩「The Charge of the Light Brigade」でその勇敢さを讃えている。また、1936年（邦題：すすめ龍騎兵）と1968年（邦題：遥かなる戦場）には同じ題名で映画化されている。イギリスのヘヴィメタルバンド、アイアン・メイデンはテニスンの詩に着想を得て「明日なき戦い（原題"The Trooper"）」（アルバム「頭脳改革」収録）を書いた。

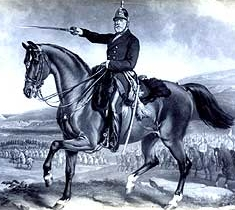
イギリス重騎兵旅団長スカーレット准将（James Yorke Scarlett）。
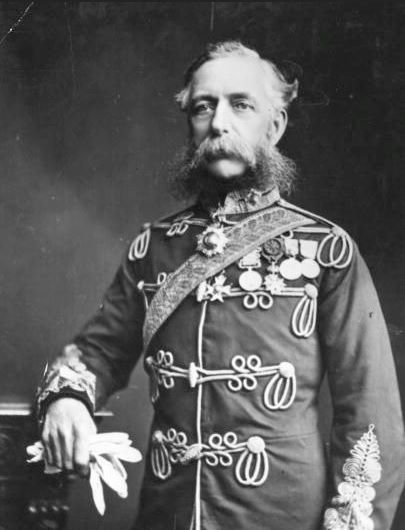
イギリス軽騎兵旅団長第7代カーディガン伯爵ジェイムズ・ブルデネル
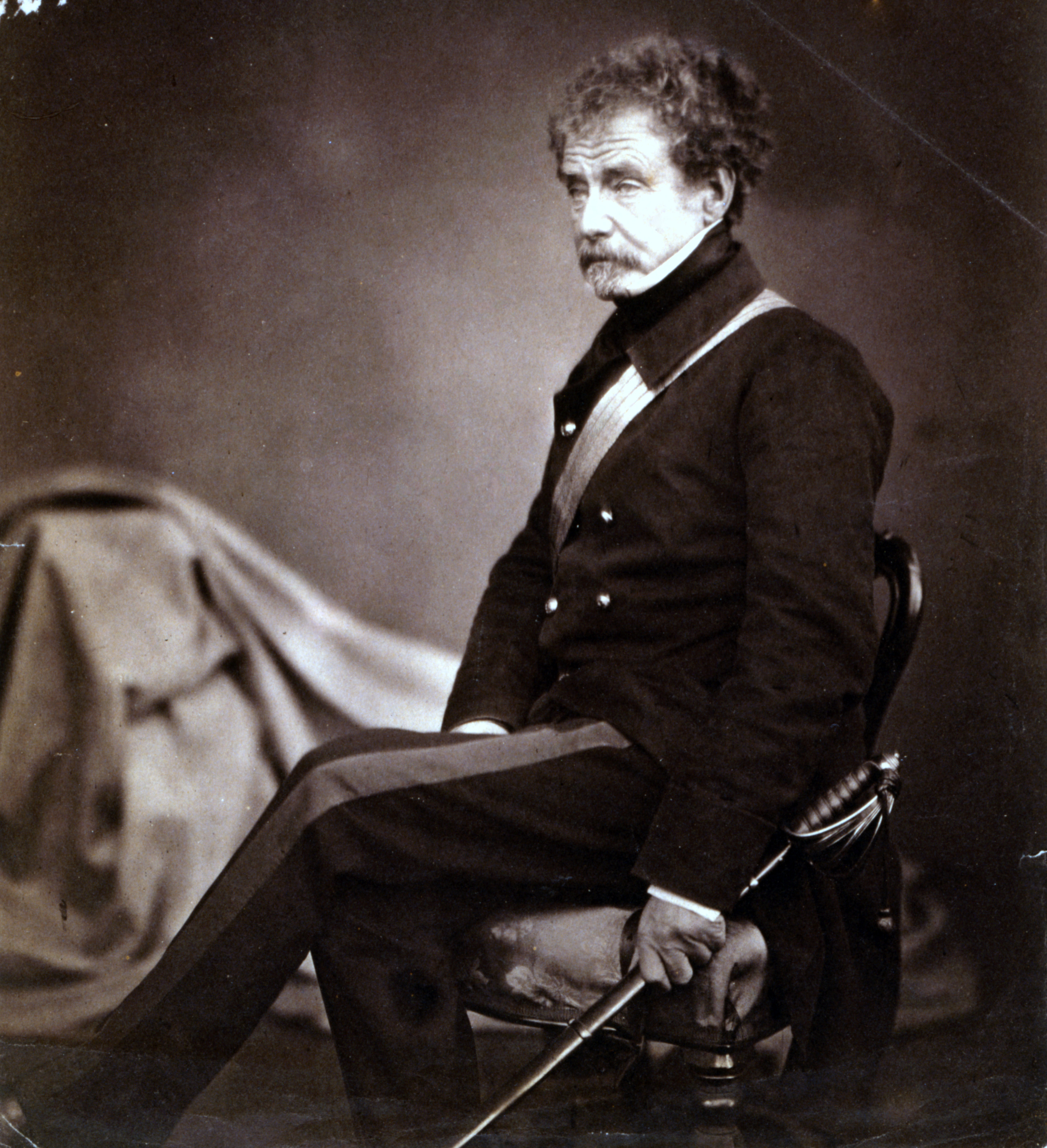
イギリス・ハイランド旅団（Highland Brigade）長クライド男爵コリン・キャンベル（en）
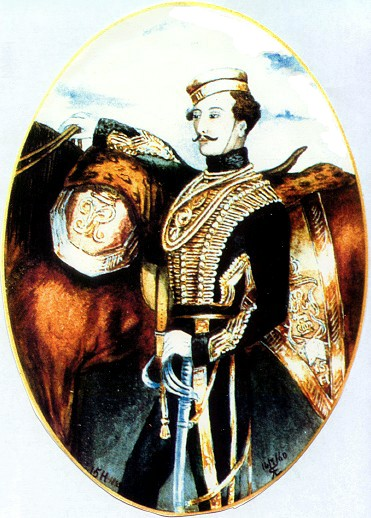
ルイス・ノーラン大尉

## 関連作品
- 映画
  - すすめ龍騎兵（The Charge of the Light Brigade）（1936年、マイケル・カーティス監督）
  - 遥かなる戦場（The Charge of the Light Brigade）（1968年、トニー・リチャードソン監督）